# خوسه آنخل گمس مارچانته
خوسه آنخل گمس مارچانته (اسپانیایی: José Ángel Gómez Marchante‎؛ زادهٔ ۳۰ مهٔ ۱۹۸۰) دوچرخه‌سوار اهل اسپانیا است. وی در مسابقات تور دو فرانس شرکت کرده است.